# Be'er Ganim
Be'er Ganim (hebrejsky באר גנים, doslova „Pramen zahrad“, v oficiálním přepisu do angličtiny Be'er Gannim) je nově zřízená vesnice typu společná osada (jišuv kehilati) v Izraeli, v Jižním distriktu, v Oblastní radě Chof Aškelon, určená pro usídlení Židů vystěhovaných v roce 2005 z pásma Gazy.

## Geografie
Leží v nadmořské výšce cca 30 metrů v pobřežní nížině, v regionu Šefela. Nachází se na rozmezí pásu intenzivně zemědělsky využívané krajiny a pruhu písečných dun lemujících pobřeží.
Obec se nachází 3 kilometry od břehu Středozemního moře, cca 42 kilometrů jihojihozápadně od centra Tel Avivu, cca 60 kilometrů jihozápadně od historického jádra Jeruzalému a 3 kilometry severovýchodně od města Aškelon. Be'er Ganim obývají Židé, přičemž osídlení v tomto regionu je etnicky převážně židovské.
Be'er Ganim je na dopravní síť napojen pomocí dálnice číslo 4, jež vede podél východního okraje vesnice. S ní paralelně probíhá i železniční trať z Tel Avivu do Aškelonu. Ta zde ale nemá stanici.

## Dějiny
Be'er Ganim je nová vesnice vzniklá v rámci širšího regionálního projektu usídlení židovských rodin vystěhovaných v roce 2005 v rámci izraelského jednostranného stažení z pásma Gazy. Tyto rodiny byly po několik let po vysídlení z Gazy ubytovány v provizorních podmínkách, zejména ve vesnici Nican Bet. Be'er Ganim má poskytnout podstatné části z vysídlenců trvalé bydlení. Pro udržení komunity se mají do zdejších jednotlivých čtvrtí přesunout pohromadě bývalí obyvatelé devíti židovských osad z Gazy. V první fázi se tu projektuje usídlení 700 rodin. Celkem tu má žít víc než 1000 rodin. V červenci 2015 se uvádí, že v Be'er Ganim žije už 170 rodin. Vesnice už disponuje nižším stupněm základní školy. Chybí ovšem zatím většina budov veřejného charakteru jako synagogy, společenská centra nebo mládežnické a sportovní kluby.

## Demografie
Poprvé je Be'er Ganim evidována ve vládních statistických výkazech jako místo s trvalou populací roku 2014. Podle údajů z roku 2014 tvořili naprostou většinu obyvatel v Be'er Ganim Židé (včetně statistické kategorie "ostatní", která zahrnuje nearabské obyvatele židovského původu ale bez formální příslušnosti k židovskému náboženství).
Jde o menší obec vesnického typu. K 31. prosinci 2014 zde žilo 186 lidí.